# Seznam evroposlancev iz Irske (1979–1984)
Seznam evroposlancev iz Irske v mandatu 1979–1984.

## Seznam

### Connaught-Ulster
- Neil Blaney
- Seán Flanagan
- John McCartin

### Dublin
- Síle de Valera
- John O'Connell (odstopil 30. septembra 1981; zamenjal ga je John Horgan 21. oktobra. Horgan je 1. januarja 1983 odstopil; zamenjala ga je Florence O'Mahony 2. marca.)
- Michael O'Leary (odstopil 30. junija 1981: zamenjal ga je Frank Cluskey 1. julija. Cluskey je 14. decembra 1982 odstopil; zamenjal ga je Brendan Halligan 2. marca.)
- Richie Ryan

### Leinster
- Mark Clinton
- Liam Kavanagh (odstopil 7. julija 1981, ker je postal minister za delo Republike Irske; 9. julija ga je zamenjal Séamus Pattison. Pattison je 15. decembra 1983 odstopil; zamenjal ga je Justin Keating 8. februarja 1984.)
- Patrick Lalor

### Munster
- Jerry Cronin (odstopil 23. maja 1984.)
- Noel Davern
- Eileen Desmond (odstopil 7. julija 1981; zamenjal ga je Seán Treacy 9. julija.)
- T.J. Maher
- Tom O'Donnell